# Judith Leyster
Judith Leyster a fost o pictoriță neerlandeză (n. 1609, Haarlem, Comitatul Olanda, Provinciile Unite – d. 10 februarie 1660, Heemstede, Olanda de Nord, Țările de Jos).
Arta sa a fost axată pe scene domestice, dar și pe scene de tavernă sau de divertisment cu personaje vesele, pe fețele cărora se citește bucuria de a trăi.
A fost căsătorită cu pictorul Jan Miense Molenaer din anul 1636, an din care activitatea sa artistică s-a diminuat sau chiar a încetat, consacrându-se creșterii celor 5 copii pe care i-a avut.

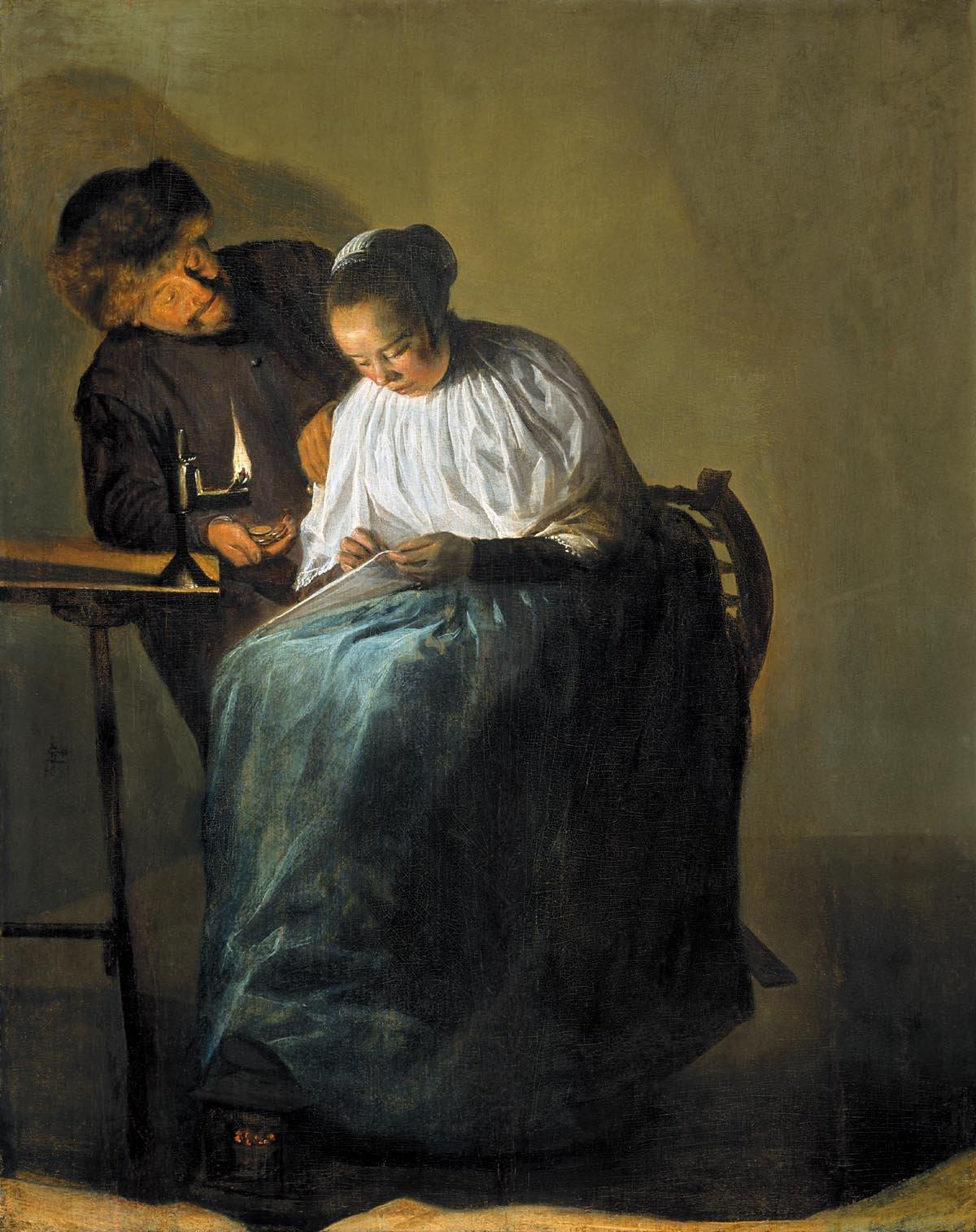
Judith Leyster: Propunerea (1631) Ulei pe lemn 31 x 24 cm

1. 1 2  Encyclopædia Britannica Online
2. ↑  Judith Leyster, Brockhaus Enzyklopädie, accesat în 9 octombrie 2017
3. ↑  The Fine Art Archive, accesat în 1 aprilie 2021
4. ↑  Judith Leyster, Find a Grave, accesat în 9 octombrie 2017
5. ↑  Judith Leyster, FemBio-Datenbank[*]
6. ↑  Judith Leyster, SNAC, accesat în 9 octombrie 2017
7. 1 2 3 4 5  RKDartists, accesat în 3 martie 2018
8. ↑  Autoritatea BnF, accesat în 10 octombrie 2015
9. ↑  National Gallery of Art - Collection